# Gaston Berthier
Pour les articles homonymes, voir Berthier.
Gaston Berthier (né le 9 mai 1923 à Boulogne-Billancourt et mort le 30 décembre 2009 au Kremlin-Bicêtre) est un chimiste et biochimiste quantique théoricien français.
Après une courte expérience de laborantin passée à effectuer des dosages acide-base à Aubervilliers, il rejoint à l'Institut du radium qui devient par la suite l'Institut de biologie physicochimique, tout en assurant une direction scientifique au laboratoire de chimie de l'École normale supérieure où il convertit Josiane Serre à la chimie quantique.
Gaston Berthier fut un acteur de la chimie quantique sur la scène mondiale à l'origine de plusieurs théories qui marquèrent le développement de la discipline : en 1954 la théorie Hartree-Fock sans contrainte de spin pour les systèmes à électrons non appariés (méthode UHF), plus tard en 1968, associé à l'un de ses élèves, Bernard Lévy, il publie le théorème de Brillouin généralisé qui est à la base du développement des méthodes auto-cohérentes multi-configurationnelles rassemblées sous le sigle MCSCF.
Ses relations professionnelles avec Josiane Serre à l'ENSJF Sèvres l'ont amené à encadrer de nombreuses femmes, dans un milieu professionnel majoritairement masculin.
Le prix de thèse Gaston-Berthier est décerné depuis 2012, tous les deux ans, lors de la rencontre des chimistes théoriciens francophones (RCTF).